# Joann Lõssov
Joann Lõssov (Tallinn, 10 september 1921 - Tallinn, 3 augustus 2000) was een Estisch professioneel basketbalspeler en coach die uitkwam voor het nationale team van de Sovjet-Unie. Kreeg de onderscheiding Meester in de sport van de Sovjet-Unie in 1947 en Geëerde Coach van de Sovjet-Unie in 1957.

## Carrière
Lõssov begon zijn carrière in 1935 bij Tallinna Russ. Nadat Estland bij de Sovjet-Unie was gevoegd, ging Lõssov in 1940 spelen voor de legerploeg DO Tallinn. Na de Grote Vaderlandse Oorlog ging Lõssov spelen bij Kalev Tallinn. In 1949 verhuisde hij naar USK Tartu. Hij won met die club het Landskampioenschap van de Sovjet-Unie in 1949. In 1952 keerde hij terug bij Kalev Tallinn. Lõssov kwam van 1947 tot 1952 uit voor de Sovjet-Unie. Hij won zilver op de Olympische Spelen in 1952. Ook won Lõssov goud op het Europees Kampioenschap in 1947 en 1951. Hij was aanvoerder van de Sovjet-Unie van 1947 tot 1952. Nadat hij was gestopt met basketbal, werd hij hoofdcoach van Kalev Tallinn in 1944. In zijn eerste jaar als hoofdcoach werd hij derde om het Landskampioenschap van de Sovjet-Unie in 1945. Ook werd hij drie keer Landskampioen van Estland in 1945, 1946, 1947 en twee keer Bekerwinnaar van Estland in 1946 en 1948. In 1953 werd Lõssov hoofdcoach van het Nationale vrouwen basketbalteam van de Sovjet-Unie. Lõssov won goud op het Europees Kampioenschap in 1954 en 1956.
Hij heeft verschillende Militaire onderscheidingen gekregen waaronder de Orde van de Vaderlandse Oorlog, Orde van de Rode Ster (Sovjet-Unie), Orde van de Rode Vlag van de Arbeid (Sovjet-Unie) en de Orde van de Witte Ster.

## Erelijst
- Landskampioen Sovjet-Unie: 1
  - Winnaar: 1949
  - Tweede: 1950
  - Derde: 1945
- Landskampioen Estland: 3
  - Winnaar: 1945, 1946, 1947
- Bekerwinnaar Estland: 2
  - Winnaar: 1946, 1948
- Olympische Spelen:
  - Zilver: 1952
- Europees Kampioenschap: 2
  - Goud: 1947, 1951

## Speler
3 Oesjakov ·
4 Kolpakov ·
5 Butautas ·
6 Lõssov ·
7 Aleksejev  ·
8 Dzjordzjikia ·
9 Konev ·
10 Korkia ·
11 Kullam ·
12 Kulakauskas ·
13 Lagunavičius ·
14 Moisejev ·
15 Petkevičius ·
16 Tarasov ·
Coach: Tsetlin
· Assistent-coach: Spandarjan
· Assistent-coach: 
3 Vlasov ·
4 Kolpakov ·
5 Nikitin ·
6 Lõssov  ·
7 Kruus ·
8 Larionov ·
9 Konev ·
10 Korkia ·
11 Kullam ·
13 Moisejev ·
14 Butautas ·
15 Belov ·
19 Lagunavičius ·
Mamontov ·
Coach: Spandarjan
· Assistent-coach: Razzjivin
· Assistent-coach: 
3 Vlasov ·
4 Butautas ·
5 Stonkus ·
6 Lõssov  ·
7 Petkevičius ·
8 Dzjordzjikia ·
9 Konev ·
10 Korkia ·
11 Kullam ·
12 Ozerov ·
13 Moisejev ·
15 Valdmanis ·
17 Kruus ·
19 Lagunavičius ·
Coach: Spandarjan
· Assistent-coach: Kulakauskas
· Assistent-coach: 

## Coach
3 Maksimeljanova ·
4 Maksimova ·
5 Mamentjeva ·
6 Kopylova ·
7 Aleksejeva  ·
8 Rjaboesjkina ·
9 Moisejeva ·
10 Uztupe ·
11 Nazarenko ·
12 Artsisjevskaja ·
13 Stepina ·
14 Zaznobina ·
15 Asitasjvili ·
16 Otsa ·
Coach: Lõssov
· Assistent-coach: Gorochov
· Assistent-coach: 
3 Maksimeljanova ·
4 Maksimova ·
5 Mamentjeva ·
6 Kopylova ·
7 Aleksejeva  ·
8 Poznanskaja ·
9 Kostikova ·
10 Uztupe ·
11 Artsisjevskaja ·
12 Jerjomina ·
13 Stepina ·
14 Värk ·
15 Asitasjvili ·
16 Otsa ·
Coach: Lõssov
· Assistent-coach: Gorochov
· Assistent-coach: 